# Teuthida
Teuthida (alternativt Teuthoidea; tidigare Decapoda) är en ordning i klassen bläckfiskar med drygt 300 arter. På svenska används ibland namnet "tioarmade bläckfiskar". Denna benämning kan också användas om alla arter i överordningen Decabrachia, vilken sammanfattar alla bläckfiskar med tio armar. Arterna i ordningen ingår i underklassen tvågälade bläckfiskar (Coleoidea), och i äldre svensk litteratur var de kända som kalmarer. 

## Biologi
Individernas kropp är spolformig, och där finns en längsgående fena var vardera sidan av kroppen. Huvudet är kort och kompakt.
Av de här bläckfiskarnas fångstarmar (tentakler) är åtta korta och två längre. Dessa sistnämnda, smalare fångstarmar har förlängda ändar och fyra rader av sugkoppar med tandförsedda och behornade ringar. Kroppen hos de flesta arter är förstärkt av ett fjäderformat internt skal, bestående av hornmaterial. Ögonen är nästan lika komplexa som människoögon, och de är vanligen placerade på sidan av huvudet.
Den stora majoriteten av arterna lever i de öppna och fria havsmassorna, men de kan även leva i kustnära vatten. Vissa arter är snabba simmare, andra i praktiken en sorts kringdrivande plankton.

## Födosök
Vissa arter har självlysande organ som kan användas för igenkänning av omgivningen eller för att locka rov. Individerna livnär sig i allmänhet på fisk. Många arter är själva föremål för fiske med stor ekonomisk betydelse. Teuthida-arterna är sig ofta mat även för kaskeloter och benfiskar.

## Storlek
Denna djurgrupp inkluderar de största idag kända ryggradslösa djuren – jättebläckfiskar av släktet Architeuthis. Dessa arter har en medelvikt kring 1 ton, och är försedda med cirka 16 meter långa tentakler.
Den minsta Teuthida-arten är Idiosepius notoides, där hannarna växer till cirka 1,6 cm längd.